# باول فاينبيرغ
باول فاينبيرغ (بالإنجليزية: Paul Feinberg)‏ هو عالم عقيدة أمريكي، ولد في 13 أغسطس 1938، وتوفي في 21 فبراير 2004.